# Bad Boy (canción de Larry Williams)
«Bad Boy» —en español: «Chico malo»— es una canción escrita por Larry Williams. Es una de varias canciones de Larry Williams que The Beatles versionaron durante su carrera. Junto con "Dizzy Miss Lizzy", "Bad Boy", fue grabada por The Beatles el 10 de mayo de 1965, (el cumpleaños de Larry Williams) y se planeaba que ambas canciones fueran publicadas exclusivamente en Estados Unidos; sin embargo, "Dizzy Miss Lizzy" fue incluida en la edición británica del álbum Help! ese mismo año. "Bad Boy" fue lanzada por primera vez en el álbum norteamericano Beatles VI, en junio de 1965. Con el tiempo, fue publicada en el Reino Unido en la recopilación A Collection of Beatles Oldies en diciembre de 1966. Ambas canciones, junto con Slow Down (grabada en 1964 pero que es también de Larry Williams) fueron incluidas en el álbum Rock 'n' Roll Music de 1976. Esta canción también fue incluida en el álbum de 1988 Past Masters, Volume One.
La canción cuenta con John Lennon en la voz principal y tocando la guitarra rítmica, Paul McCartney con el bajo, George Harrison con la guitarra solista, y Ringo Starr a la batería y con el aro de sonajas.
La canción "She Said Yeah" fue originalmente el lado B del sencillo de Larry Williams, y ha sido versionada por The Rolling Stones y The Animals, entre otros.
La banda canadiense de rock progresivo Rush interpretó "Bad Boy" en un arreglo tipo Led Zeppelin durante sus primeras actuaciones en vivo. El bootleg New in Town incluye esta versión, con un extendido solo de guitarra ejecutado por Alex Lifeson. El vocalista y bajista Geddy Lee introduce la canción como se hizo en el álbum Beatles VI. Después de 1974, el grupo ya no se realizó la canción en directo.
La versión original de Larry Williams, también aparece en la compilación de 1992 de mismo nombre.